# Chevrolet Chevy II
Chevrolet Chevy II – samochód osobowy klasy średniej produkowany pod amerykańską marką Chevrolet w latach 1961 – 1967. 

## Pierwsza generacja

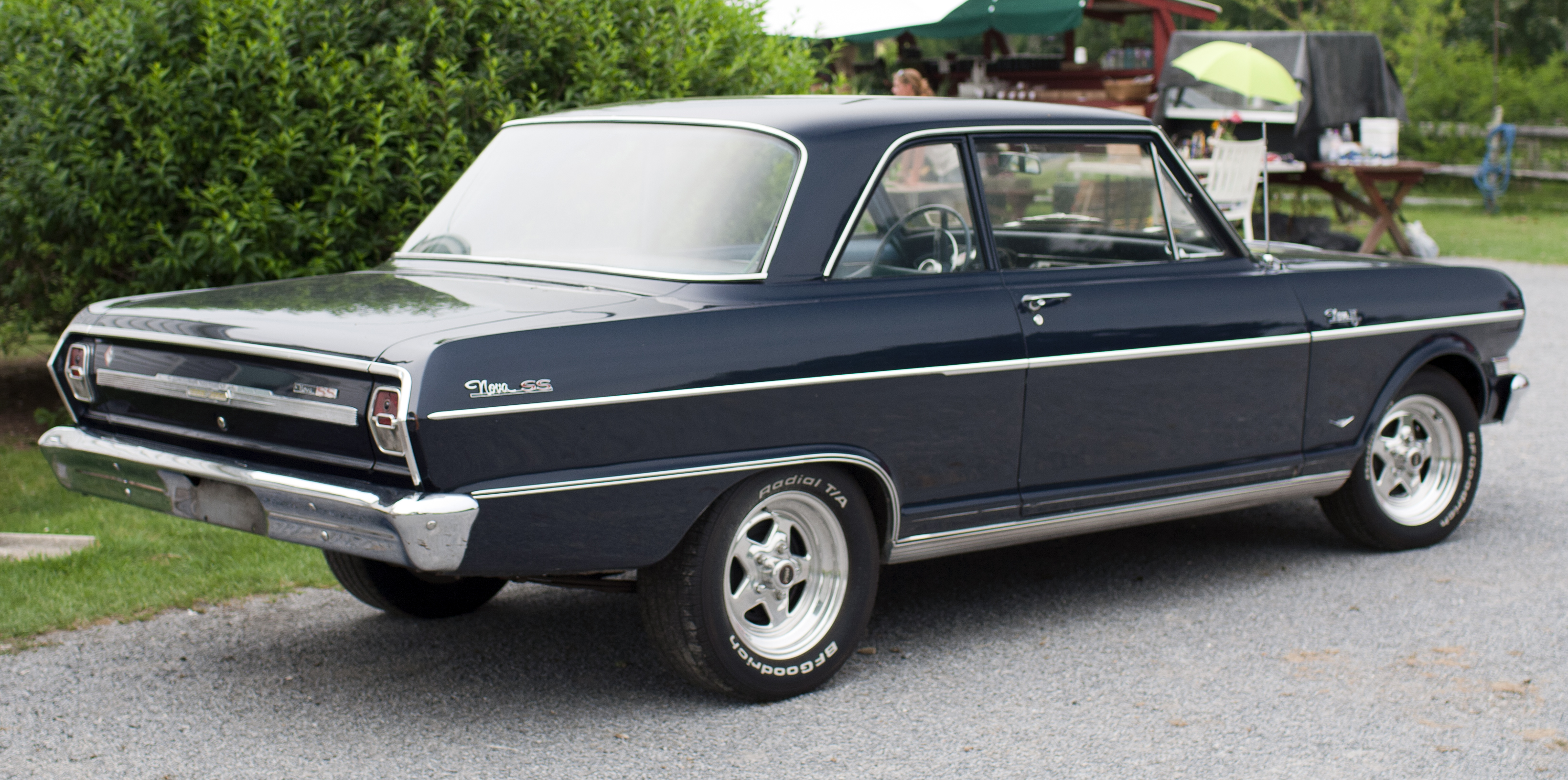
Chevrolet Chevy II (I) - tył

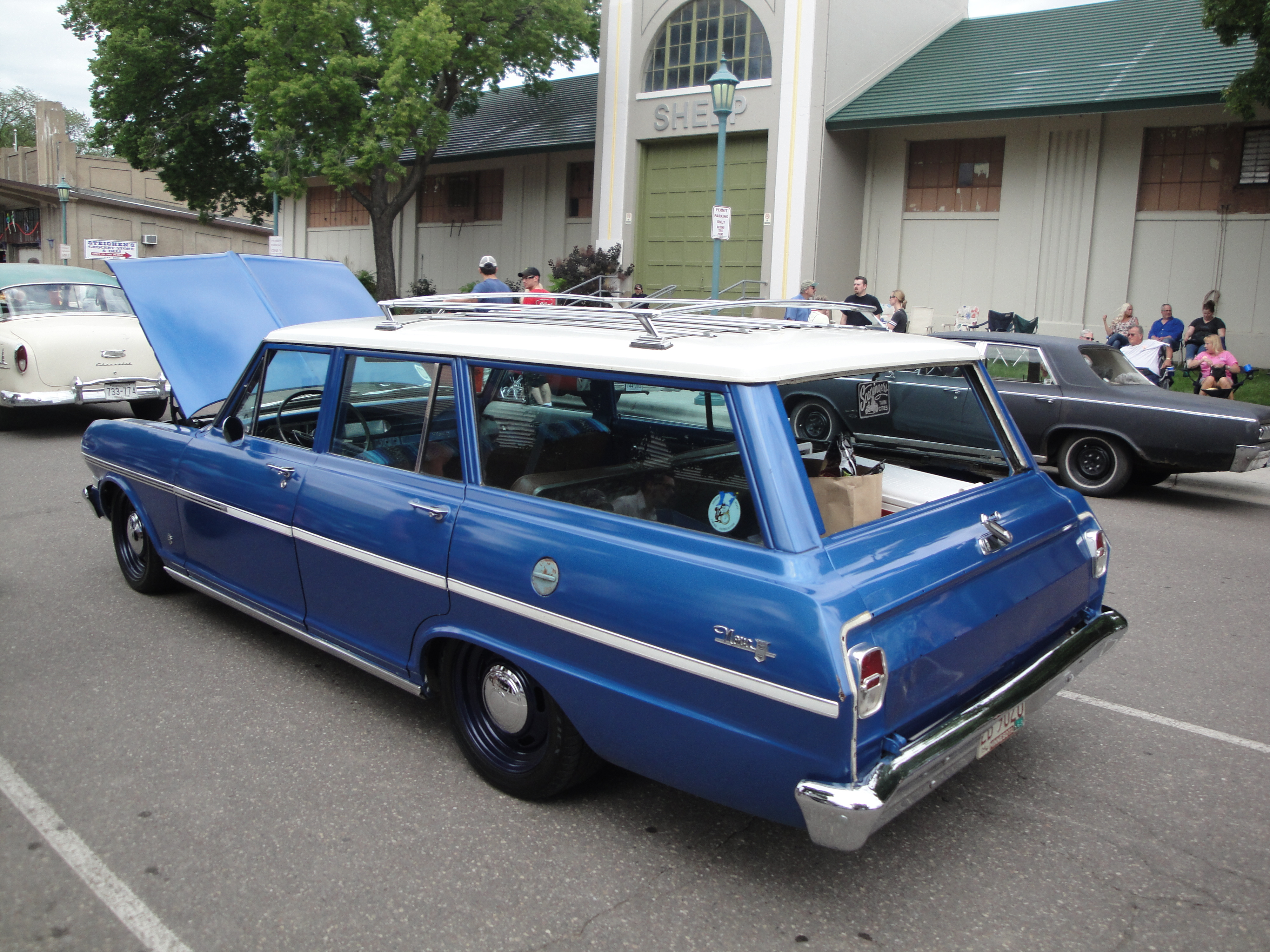
Chevrolet Chevy II (I) Kombi

Chevrolet Chevy II (I) został zaprezentowany po raz pierwszy w 1961 roku.
Model Chevy II pojawił się w ofercie Chevroleta jako większa i przestronniejsza alternatywa dla modelu Corvair, która miała stanowić odpowiedź General Motors na model Falcon Forda. 
Pierwsza generacja modelu została utrzymana w podobnych do głównego konkurenta proporcjach, z podłużną tylną częścią nadwozia i ściętym pasem przednim, który zdobiła chromowana atrapa chłodnicy i podwójne, szeroko rozstawione reflektory.

### Silniki
- L4 2.5l
- L6 3.1l
- L6 3.8l
- V8 4.6l
- V8 5.3l

## Druga generacja

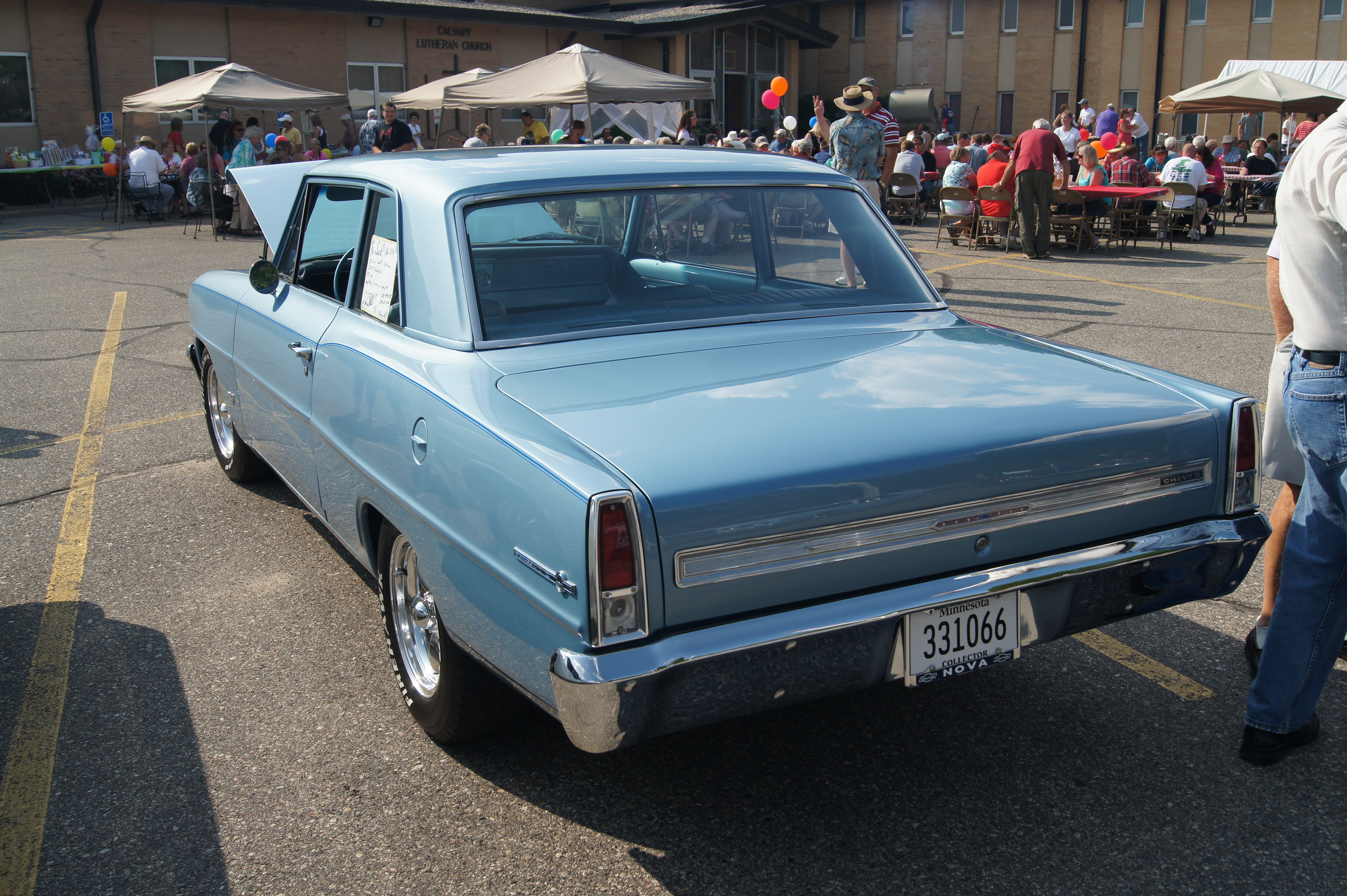
Chevrolet Chevy II (II) - tył

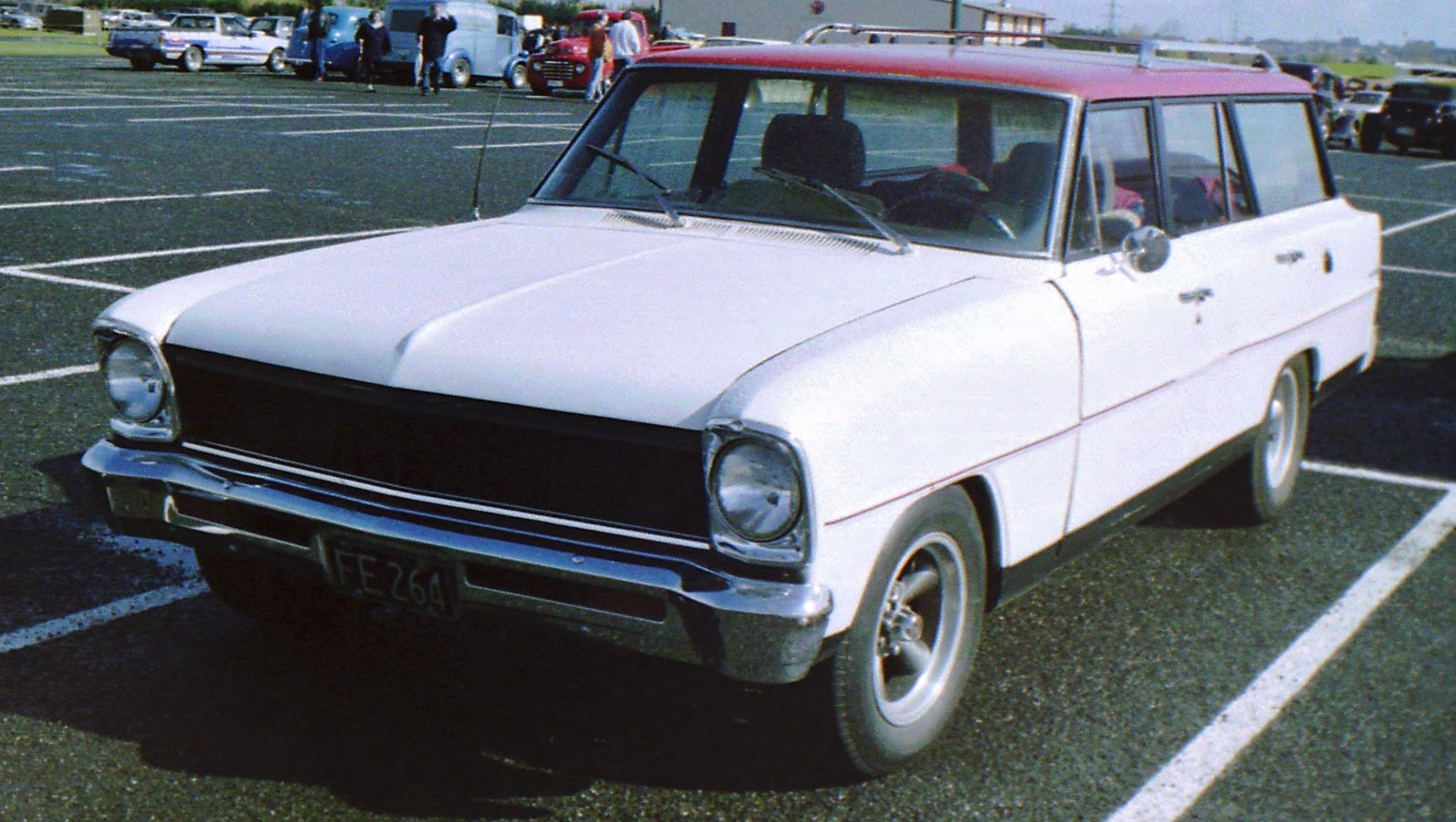
Chevrolet Chevy II (II) Kombi

Chevrolet Chevy II (II) został zaprezentowany po raz pierwszy w 1965 roku.
Druga generacja Chevy II, podobnie jak poprzednik, powstała w oparciu o platformę X-body koncernu General Motors, przechodząc wizualnie obszerne modyfikacje. Nadwozie w topowych wariantach wyposażenia zyskało więcej chromowanych ozdobników z większą atrapą chłodnicy, a także charakterystycznymi przetłoczeniami biegnącymi przez panele boczne. Z tyłu pojawiły się pionowo umieszczone, wąskie reflektory.
Kabina pasażerska zyskała bogatsze wyposażenie, za to pod kątem technicznym Chevrolet skupił się na udoskonalonym układzie hamulcowym.

### Silniki
- L4 2.5l
- L6 3.1l
- L6 3.8l
- V8 4.6l
- V8 5.3l